# Ніна Боровська
Ніна Боровська (пол. Nina Borowska; 15 січня 1922, Херсон — 13 серпня 1953, Познань) — польська філологиня, фахівець з литовської мови.

## Біографічні дані
Закінчила Польську молодшу середню школу Адама Міцкевича в Каунасі. У 1951 р. Ніна стала випускницею Познанського університету (магістр славістичної філології). Працювала асистенткою на кафедрі фонографії, а потім на кафедрі балтійської філології в Познанському університеті.
Ніна Боровська публікувалася в «Lingua Posnaniensis».
Померла в 1953 році й похована на кладовищі Юнікове, що в Познані.

## Публікації
Найважливіші наукові праці:
- Слов'янські впливи на литовську церковну термінологію — у праці вона встановила хронологію поширення християнства у Литві;
- Redonblament des mots dans la poésie populaire Russe — викладені раніше непомічені способи творення слів у слов'янських мовах;
- Побудова литовських імен — представлені раніше невідомі способи формування імен у литовській мові;
- Огляд основних властивостей литовської мови на основі лірики на компакт-дисках (спільно з Яном Отрембським).